# Damernas tvåa utan styrman i rodd vid olympiska sommarspelen 1996
Damernas tvåa utan styrman i rodd vid olympiska sommarspelen 1996 avgjordes mellan den 21 och 27 juli 1996.

## Medaljörer
| Gren              | Guld                               | Silver                               | Brons                                   |
| Tvåa utan styrman | Megan Still och Kate Slatter (AUS) | Karen Kraft och Melissa Schwen (USA) | Christine Gossé och Hélène Cortin (FRA) |

## Resultat

### A-final
| Placering | Roddare                                | Land       | Tid     |
| --------- | -------------------------------------- | ---------- | ------- |
| 1         | Megan Still och Kate Slatter           | Australien | 7:01,39 |
| 2         | Karen Kraft och Melissa Schwen         | USA        | 7:01,78 |
| 3         | Christine Gossé och Hélène Cortin      | Frankrike  | 7:03,82 |
| 4         | Kathrin Haacker och Stefani Werremeier | Tyskland   | 7:08,49 |
| 5         | Emma Robinson och Anna Van der Kamp    | Kanada     | 7:12.27 |
| 6         | Albina Ligatjova och Vera Potjitajeva  | Ryssland   | DSQ     |